# 京都芸術大学の人物一覧
京都芸術大学の人物一覧（きょうとげいじゅつだいがくのじんぶついちらん）は、京都芸術大学（旧・京都造形芸術大学）の人物に関する一覧記事。

## 教員

### 現職教員

#### 芸術学部
- ヤノベケンジ - ウルトラファクトリー・ディレクター、美術工芸学科教授（現代美術作家）
- 椿昇 - 美術工芸学科教授、附置機関アルトテック所長、ARTISTS’ FAIR KYOTO ディレクター（現代美術家）
- 竹内万里子 - 美術工芸学科教授、芸術研究科教授（写真史家）
- 伊藤直樹 - 情報デザイン学科教授（クリエイティブディレクター）
- 見増勇介 - 情報デザイン学科准教授（アートディレクター・デザイナー）
- 岡村寛生 - 情報デザイン学科教授、映像クリエイションコース・コース主任（カワイオカムラ・映像作家ユイット）
- 川合匠 - 情報デザイン学科教授（カワイオカムラ・映像作家ユイット）
- 八木良太 - 情報デザイン学科准教授（現代美術作家）
- 山本起也 - 映画学科教授（映画監督）
- 北小路隆志 - 映画学科教授・学科長（映画批評家）
- 水上竜士 - 映画学科教授（俳優・脚本家）
- 酒井洋輔 - 空間演出デザイン学科准教授、京都伝統文化イノベーション研究センター所長（グラフィックデザイナー・ブックデザイナー、ジュエリーデザイナー）
- 鴨志田由貴 - キャラクターデザイン学科教授
- 井上八千代 - 芸術学部教授（京舞井上流・五世家元）
- やなぎみわ - 客員教授（現代美術家）
- 宮永愛子 - 客員教授（現代美術作家）
- 森村泰昌 - 客員教授（現代芸術家）
- 土田旭 - 客員教授（都市計画家、アーバンデザイナー）
- 伊藤キム - 客員教授（振付家、ダンサー）
- 桂文治（11代目） - 客員教授（落語家、十一代目桂文治）
- 長谷川集平 - 客員教授（絵本作家）
- ヒロ杉山 - 客員教授（イラストレーター・デザイナー）

#### 大学院芸術研究科
- 名和晃平 - 大学院芸術研究科教授（彫刻家）
- 坂茂 - 大学院芸術研究科教授（建築家）
- 片岡真実 - ICA Kyoto所長、大学院教授（キュレーター、森美術館館長、国立アートリサーチセンター長）
- 竹内万里子 - 美術工芸学科教授、芸術研究科教授（写真史家）
- 中野仁詞 - 大学院芸術研究科准教授（キュレーター）
- 金澤韻 - 大学院芸術研究科准教授（キュレーター）

### 旧教員
- 市川猿翁 - 副学長（歌舞伎役者）
- 秋元康 - 副学長（日本の音楽プロデューサー・作詞家・放送作家・作家・脚本家・映画監督・実業家）
- 横内敏人 - 副学長（建築家）
- 後藤繁雄 - 芸術表現・アートプロデュース学科・学科長（編集者・クリエイティブディレクター）
- 田名網敬一 - 情報デザイン学科・学科長（現代美術作家・グラフィックデザイナー）
- 榎本了壱 - 情報デザイン学科・学科長（クリエイティブディレクター）
- 山崎亮 - 空間演出デザイン学科学科長（コミュニティデザイナー）
- 城戸崎和佐 - 環境デザイン学科・学科長（建築家）
- 植島啓司 - 空間演出デザイン学科・学科長（文化人類学者）
- 川村毅 - 舞台芸術学科・学科長（劇作家）
- 高橋伴明 - 映画学科・学科長（映画監督）
- 林海象 - 映画学科・学科長（映画監督）
- 志賀公江 - マンガ学科・学科長（漫画家）
- 束芋 - 現代美術作家・アニメーション作家
- 粟津潔 - グラフィックデザイナー（旧短期大学部）
- 葛西薫 - グラフィックデザイナー・アートディレクター
- 佐藤淳 - インダストリアルデザイナー、グラフィックデザイナー
- 本間正人 - 学習学提唱者 - グラフィックデザイナー、タイポグラフィ研究者
- JJサニー千葉 - 俳優
- 宮本亜門 - 演出家
- 東陽一 - 映画監督
- 佐藤真 - 映画監督
- 清水六兵衛 - 陶芸作家
- 森山大道 - 写真家
- 林洋子 - 美術史家
- 宇川直宏 - グラフィックデザイナー、 映像作家、VJ、現代美術家、文筆家
- 松尾貴史 - タレント、ナレーター、DJ、俳優、コラムニスト
- 関本徹生 - 現代美術家・アートディレクター
- ナガオカケンメイ - デザイン活動家
- 辻仁成 - 作家、 ミュージシャン、映画監督、演出家
- 秋山豊寛 - 宇宙飛行士・ジャーナリスト
- 鈴木卓爾 - 脚本家、俳優、映画監督
- 松平定知 - フリーアナウンサー
- 佐々木葉二 - ランドスケープデザイナー
- 島村達雄 - 映像作家
- 井上治 - 哲学者
- かわこうせい - 絵本作家
- 細井雄二 - 漫画家
- 梅原賢一郎 - 芸術学者
- 千宗室 - 茶道家
- 天野文雄 - 美学者、能楽研究者
- 高崎正治 - 建築家、地域計画家
- 高階秀爾 - 美術史学者、美術評論家
- 畠中光享 - 日本画家
- 飯田高誉 - キュレーター
- 小谷元彦 - 彫刻家、美術家
- 渡辺豊和 - 建築家
- 小川後楽 - 煎茶家
- 渡辺守章 - 演出家、フランス文学研究者
- 増田龍治 - 3DCGアニメ監督

### 元学長
- 𠮷川左紀子 - 2021年4月~
- 尾池和夫 - 2013年4月~
- 千住博 - 2007年4月~
- 芳賀徹 - 1999年4月~
- 岡本道雄 - 1995年4月~
- 河北倫明 - 1991年4月~

## 著名な出身者

### 画家・芸術家
- 内田文武 - 画家・イラストレーター
- イチハラヒロコ - 現代美術作家
- 八木良太 - 現代美術作家
- 茂山宗彦 - 狂言師
- 笹田靖人 - 画家
- 宮永愛子 - 現代美術家
- 玉本奈々 - 現代美術作家
- 諫山元貴 - 美術家
- オオニシカナコ - 染色家
- 山本太郎 - 画家

### アニメーション
- 幾原邦彦 - アニメーション監督・プロデューサー・作家　『美少女戦士セーラームーン』『少女革命ウテナ』『輪るピングドラム』など
- 束芋 - アニメーション作家
- 榎戸洋司 - アニメ脚本家　『フリクリ』『機動戦士Gundam GQuuuuuuX』など
- 森田修平 - アニメーション監督　『カクレンボ』『FREEDOM-PROJECT』など
- 山田尚子 - アニメーション監督　『けいおん!』『映画 聲の形』など

### 映画・演劇

#### 映画監督・脚本家
- 尾道幸治 - ディレクター・シネマトグラファー・脚本家
- 工藤梨穂 - 映画監督
- 酒井麻衣 - 映画監督
- 阪元裕吾 - 映画監督
- 島田大介 - 映像作家、写真家、映画監督『ただいま。』など
- 湯浅弘章 - 映画監督
- 和島香太郎 - 映画監督『第三の肌』、『先生道 -聴く先生-』（BS-i）など

#### 演出家
- 杉原邦生 - 演出家・舞台美術家

#### 俳優・女優
- 秋葉美希 - 女優
- 大西礼芳 - 女優
- 上川周作 - 俳優
- ぎぃ子 - 女優
- 北河あをい - 元タレント、女優
- 黒木華 - 女優
- 鈴木まゆ - 女優
- 田中佑香 - 女優
- 知花くらら - 女優
- 辻凪子 - 女優、映画監督
- 土村芳 - 女優
- 土居志央梨 - 女優
- 松本卓也 - 俳優
- 未来 - 女優
- 山田奈保 - 女優、プロレスラー
- 本村玲奈 - 声優

### 文学
- 福永信 - 作家（芸術学科中退）
- 藤田祥平 - 文筆家、SF作家
- 上村裕香 - 小説家
- 駒田隼也 - 小説家

### その他の分野
- 長戸大幸 - ビーイング創業者、エフエム滋賀取締役[1]
- 倉田哲郎 - 元箕面市長、大阪大学招聘教授
- 酒井洋輔 - デザイナー・アートディレクター
- 黒瀬陽平 - 日本の美術家、美術批評家、アニメ評論家
- 西村キヌ - イラストレーター『ストリートファイター』など
- レイ・ハラカミ - 音楽家
- 夛川王彦 - 作曲家
- 並木浩一 - 芸術評論家、桐蔭横浜大学教授
- もこな （CLAMP）- 漫画家『カードキャプターさくら』など
- マリエスタ - ファッションモデル
- kento fukaya - お笑いタレント
- 神戸佑輔-スタジアムDJ、ナレーター
- 山崎晴太郎 - アートディレクター、グラフィックデザイナー
- アイサン - イラストレーター
- アマイワナ - シンガーソングライター、モデル
- 茶んた - 漫画家
- かきのたね - 漫画家
- 橋本スズヒラ - 漫画家
- 米田あゆ - 宇宙飛行士（通信教育課程・学際デザイン研究領域卒業）